# سبيكة متذكرة للشكل
السبيكة المتذكرة للشكل أو الأشابة المتذكرة للشكل أو الخليطة المتذكرة للشكل شكل جديد من اشكال المادة الذكية التي تتمتع بخواص ميكانيكية خارقة غير متوافرة في جميع المواد والسبائك التي جرت العادة على إستخدامها في التطبيقات الهندسية وغيرها؛ حيث تتميز تلك السبائك بقدرتها على استعادة شكلها الأصلي عند تسخينها. عندما تكون السبائك المتذكرة أو الحافظة للشكل في درجات حرارة منخفضة تتميز بانخفاض مقاومة الخضوع مما يسهل تشكيلها وتحولها إلى أي صورة جديدة، وتحتفظ بهذا الشكل إلى أن يتم تسخينها (لدرجة حرارة أعلى من درجة حرارة تحولها) فتستعيد شكلها الأصلي.
و لما تتمتع به هذه السبائك من خصائص خارقة للعادة؛ تستخدم حديثا في عدد من التطبيقات في مختلف المجالات كالطب الحيوي وعلوم الفضاء والأقمار الصناعية، كما أثبتت أخر الأبحاث إمكانية استخدام تلك السبائك في أجهزة التحكم في الاهتزازات. وعلى الرغم من ذلك فلا يمكن استخدام السبائك المتذكرة للشكل في جميع التطبيقات، فعند إستخدامها يجب التطرق إلى ظروف التطبيق من حيث الإجهادات والحركة المطلوبة في التطبيق والضغط ودرجة الحرارة، ويجب الاهتمام بدرجات الحرارة بالاخص؛ حيث إنها العامل الأساسي لتحديد شكل السبيكة.
تعد سبيكة النيكل-التيتانيوم أو ما يسمى بالنتنول أهم أنواع السبائك المتذكرة للشكل وأعلاها سعرا.و من السبائك المتداولة أيضا في هذا المجال سبيكة النحاس-الألمنيوم-النيكل. كما يمكن أيضا الحصول على السبائك المتذكرة للشكل باستخدام الزنك، والنحاس، والذهب، والحديد كعناصر تسابكيية.

## نبذة تاريخية
في فترة الستينات من القرن العشرين قام كل من بلير وويلي بتطوير من سبائك النيكل-تيتانيوم تحتوي على 53% إلى 57% نيكل؛ مما أدى إلى ظهور حالة غريبة حيث تكونت عينات مشوهة لها انفعال مختلف يتراوح ما بين 8% إلى 15%، كما تستعد تلك السبائك شكلها الأصلي بعد مرورها بدورة حرارية، ومن هنا جاء اسم السبائك الحافظة أو المتذكرة للشكل. واكتشف فيما بعد أن لتلك المواد خاصية أخرى وهي المرونة الفائقة عند رفع درجة حرارتها بالقدر الكافي. وبسبب كل هذه الخواص الميكانيكية الفريدة؛ تميزت تلك السبائك عن غيرها من المواد التقليدية في التطبيقات الحديثة والمبتكرة

## الخصائص
تنتج تلك الخصائص للسبائك الحافظة للشكل عن التحول القابل للعكس لطور المارتنزيت وهو تحول من صورة صلبة إلى صلبة بدون انتشار، حيث هو تحول بين صورة منظمة بلوريأ متمثلة في الاوستنيت وصورة أخرى أقل تنظيما وهي المارتنزيت، ويكون الاوستنيت مستقرا في حالة الضغوط الخفيفة ودرجات الحرارة المرتفعة، بينما يكون المارتنزيت أكثر استقرارا عن ضغوط أعلى ودرجات حرارة أقل.
عند دراجات الحرارة المرتفعة نسبيا تكون السبائك الحافظة للشكل في حالة الاوستنيت، وتنقل إلى حالة المارتنزيت حين تبريدها، ويتميز الاوستنيت ببنية بلورية مكعبة، بينما يتميزالمارتنزيت بتكوين بلوري أحادي الميل. يتم التحول من صورة الاوستنيت إلى المارتنزيت من خلال عملية تشويه أو تغير في شكل البنية البلورية بالإزاحة مما لا يغير من شكل العينة؛ حيث تحدث تلك التغيرات في البنية الداخلية للمادة.

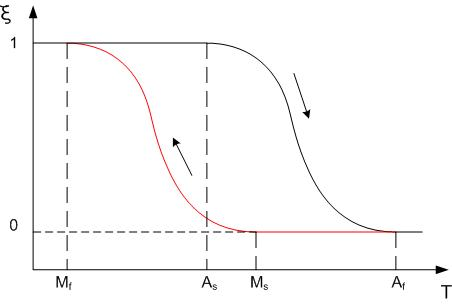

و تعد درجات الحرارة As وAf هي درجات الحرارة التي يبدأ وينتهي عندها التحول من المارتنزيت إلى الاوستنيت وكذلك درجات الحرارة Ms وMf هي درجات الحرارة التي يبدأ عندها التحول العكسي من الاوستنيت إلى المارتنزيت، وتسمى حالة الاوستنيت بالحالة الأم على قصص أنها الوضع الافتراض والأصلي للسبائك المتذكرة للشكل بينما تسمى حالة المارتنزيت بالحالة العكسية. وعند تكرار عملية التحويل الأساسية والعكسية اعتمادا على خاصية تذكر الشكل لتلك السبائك قد يؤدي ذلك إلى انتقال في درجات الحرارة التي تبدأ وتنتهي عندها عملية التحول، وتسمى تلك الظاهرة بالإجهاد الوظيفي حيث أنها ترتبط بتغير البنية الدقيقة للمادة وتغير الخصائص الوظيفية لها أيضا.

## الخصائص الفيزيائية للنتنول
- درجة حرارة الانصهار℉: 2370
- الكثافة: (6.45gm/cc(0.233 lb/in2
- التوصيل الحراري (في حالة الأوستنيت: 0.18W/cm.°C
- التوصيل الحراري (في حالة المارتنزيت): 0.086W/cm.°C
- معامل التمدد الحراري (في حالة الأوستنيت): 11.0E-6/°C
- معامل التمدد الحراري(في حالة المارتنزيت):6.6E-6/°C
- الحرارة النوعية: 0.20cal/g°C[3]

## خصائص التحول
- درجة حرارة التحول: ℃ (110→200-)
- الحرارة الكامنة للتحول: 5.78cal/g
- انفعال التحول (للمادة متعددة البلورات):

1. للدورة الواحدة: 8% (كحد أقصى)
2. لمائة دورة: 6%
3. لمائة ألف دورة: 4%[3]

## الخصائص الكهربية والمغناطيسية
- المقاومة(في حالة الأوستنيت): 100μΩ.cm
- المقاومة (في حالة المارتنزيت): 80μΩ.cm
- النفاذية المغناطيسية: <1.1002
- المتأثرية المغناطيسية: 3.0E6 emu/g[3]

## الخصائص الميكانيكية
- معامل يونغ (في حالة الأوستنيت): 83Gpa
- معامل يونغ (في حالة المارتنزيت): (41→28) Gpa
- إجهاد الخضوع (في حالة الأوستنيت): (690→195) Mpa
- إجهاد الخضوع (في حالة المارتنزيت):(140→70) Mpa
- أقصى مقاومة للشد (في حالة التخمر التام): 895Mpa
- أقصى مقاومة للشد (في حالة التصلد الانفعالي): 1900Mpa[3]
- الاستطالة عند الانهيار:

1. في حالة التخمر التام: %50→%25
2. في حالة التصلد الانفعالي: %10→%5[3]

## مقارنة بين ظاهرتي تذكر الشكلوالمرونةالفائقة
عندما تتعرض عينة في حالة المارتنزيت لإجهاد أحادي الاتجاه، يوجد كمية حرجة للضغوط وعندها تبدأ عملية التفكك في الحدوث؛ حيث تبدأ متغيرات المارتنزيت في التفكك. وفي خلال تلك العملية يحدث إعادة ترتيب فراغى لمتغيرات المارتنزيت الأساسية. وفي حالة وجود إتجاه مفضل لحدوث التحول (وغالبا ما يكون مرتبط بحالة من الإجهاد) يتحقق فقط المتغير المفضل، وعندئذ يتحول طور المنتج إلى المارتنزيت أحادي المتغير ويتميز بالبنية المتفككة. في خلال تلك العملية يكون المارتنزيت في حالة تفكك تام (نظريا يحتوي على متغير واحد فقط على محاذي لاتجاه الانفعال)، وتتسبب زيادة الانفعال إلى حد أبعد في التحميل المرن المارتنزيت المتفكك، وفي أثناء خفض الحمل يتبقى الكثير من الانفعال في المادة.

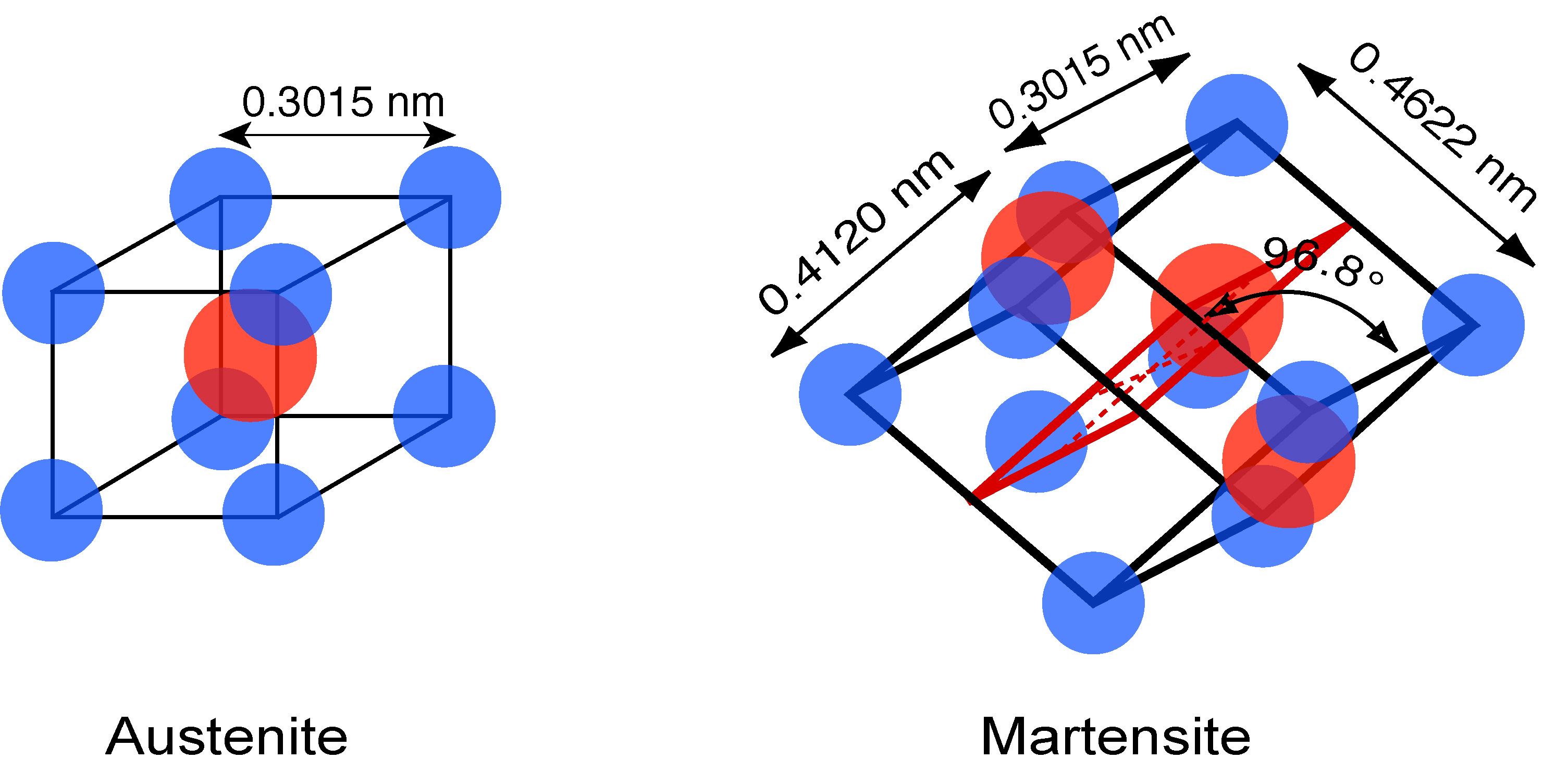

و على الرغم من كل ذلك، عند التسخين لدرجة حرارة أعلى من Af يتحول المارتنزيت إلى الأوستنيت وتستعيد العينة شكلها الأولى (الغير مشكل).و يحفظ هذا الشكل أثناء التبريد لأقل من درجة الحرارة Mf عندما تعيد المادة التحول إلى حالة المارتنزيت المتفكك.و تسمى تلك الظاهرة بتذكر الشكل.
أما على الجانب الأخر عند وضع عينة من الأوستنيت تحت إجهاد أحادي الضغط عند درجة حرارة أعلى من Af ، يوجد قيمة حرجة التي يبدأ عندها التحول من حالة الأوستنيت إلى حالة المارتنزيت المتفكك، وبالتقدم أكثر في عملية التشكل في حالة ثبوت درجة الحرارة، يظل الإجهاد ثابت إلى حد كبير حتى تتحول المادة كليا. وتتسبب زيادة الانفعال إلى حد أبعد في التحميل المرن للمارتنزيت غير مستقر بدون إجهادات عند درجة حرارة أعلى من Af ، فعند خفض الحمل يحدث تحول عكسي ولكن عند مستوى أقل من الإجهادات المستخدمة أثناء التحميل.
إذا كانت درجة حرارة المادة أعلى من Af فإن الانفعال الذي تكتسبه المادة عند التحميل يسترجع كاملا في نهاية عملية إزالة الحمل.تلك العملية المميزة تعطي ارتفاعا لسعة امتصاص الطاقة بدون أي انفعالات متبقية. وتسمى تلك الظاهرة بالمرونة الفائقة.
إذا كانت درجة حرارة المادة أقل من Af فلا يتحول المارتنزيت إلى الأوستنيت ولكن مجرد جزء من المارتنزيت المولد من الإجهاد يعيد التحول إلى الأوستنيت، وحينئذ تتكون انفعالات متبقية عند نهاية عملية إزالة الحمل، والتي يمكن استردادها بالتسخين لدرجة حرارة أعلى من Af وتعرف تلك الخاصة بالمرونة الفائقة جزئيا.

## السبائك الحافظة للشكل المستخدمة تجاريا
على رغم تواجد ظاهرة تذكر الشكل في عديد من السبائك، يتم استخدام قلة منهم على المستوى التجاري والصناعي.و في السوق الحالي غالبا ما تستخدم سبائك النيكل – تيتانيوم، والسبائك المعتمدة على النحاس.

### سبائك النيكل - تيتانيوم
يعتمد نظام سبائك النيكل- تيتانيوم أساسا على مركب متعادل الذرات من النيكل والتيتانيوم. ومن مميزات سبائك النيكل- تيتانيوم أنه له استقرار عالي في التطبيقات الدورية؛ حيث يمتلك مقاومة كهربية عالية، ومقاومة التآكل. ولها أيضا معدل اذابة معتدل مما يسمح بإدخال تعديلات في تكوينها أو إدخال عناصر تسابكية أخرى للتعديل في السبيكة من حيث الشكل المحفوظ أو الخصائص الميكانيكية.
و غالبا ما يضاف عنصر معدني ثالث كعنصر تسابكي إلى هذا النظام الثنائي من السبائك؛ من أجل تحسين خصائصه ورفع فرص استغلاله تجاريا ويعد إضافة 1% من معدن النيكل للسبيكة هو أحد أهم التعديلات التي تجري على تلك السبائك وأكثرها شيوعا؛ حيث تؤدي تلك الإضافة إلى زيادة إجهاد الخضوع لطور الأوستنيت وإلى تقليل درجات حرارة التحول.
لا يعد تصنيع سبائك النيكل - تيتانيوم مهمة سهلة حيث تستخدم العديد من طرق التشغيل بصعوبة من أجل تصنيعه؛ وهذا يوضح السبب الأساسي لارتفاع تكلفة مثل هذه السبائك، وعلى الرغم من ذلك فإن في جميع الأحوال تعد سبائك النيكل تيتانيوم الأكثر شيوعا بين السبائك المتذكرة للشكل في التطبيقات التجارية لما لها من خواص ميكانيكية ممتازة.

### السبائك النحاسية الأساس
تعد سبائك النحاس - زنك - ألومنيوم - أول السبائك المتزكرة للشكل النحاسية الاساس من حيث الاستخدام على المستوى التجاري.
يعود أصل تلك السبيكة إلى سبيكة النحاس - زنك- ألومنيوم بأنها مصنوعة من مواد رخيصة نسبيا، والتي تعتمد على طرق تصنع معدنية تقليدية؛ مما يجعلها ضمن أرخص السبائك المتذكرة للشكل المستخدمة على المستوى التجاري وبالأخص عند مقارنتها بسبائك النيكل - تيتانيوم.
يعتبر العيب الرئيسى لتلك السبائك هو احتياج حالة المارتنزيت إلى البقاء لمدة طويلة في درجة حرارة الغرفة؛ ممل يسبب زيادة في درجات حرارة التحول مع مرور الوقت، كما يحدث تحبب لبنية السبيكة عندما تتعرض لدرجة حرارة تتجاوز مائة درجة مئوية. وبالمقارنة بالسبائك الأخرى المتذكرة للشكل تمتلك سبيكة النحاس - زنك - ألومنيوم خصائص متوسطة من حيث تذكر الشكل بمعدل استعادة للانفعال يقارب 5%.
تم إجراء العديد من التعديلات والتطويرات على سبائك النحاس - ألمنيوم - نيكل لدرجة تصل إلى تفضيلها على سبائك النحاس - زنك - الومنيوم؛ حيث تعد أحد السبائك المشهورة وكثيرة الاستخدام لأنها السبائك الوحيدة من تلك المتذكرة للشكل التي يمكن إستخدامها عند درجة أعلى من مائة درجة مئوية.تؤثر نسبة الألمنيوم بدرجة كبيرة على درجات حرارة التحول للسبيكة، وتقليل نسبة الألمنيوم لأقل من 12% يمكن أن يحسن من الخصائص الميكانيكية لها.
على الرغم من أن سبائك النحاس - ألمنيوم - نيكل تصنع من مواد متوفرة وذات ثمن معتدل، تعتبر عملية تشغيلها أصعب نسبيا؛ حيث يمكن أن تعالج حراريا فقط، وتكون آخر خطوات المعالجة الحرارية تحت سيطرة وأحكام تام؛ من أجل الحصول على سبيكة لها درجات حرارة التحول المطلوبة. وبالرغم من كل تلك الصعوبات لايزال هذا النظام أكثر توسعا من سبائك النحاس - زنك – ألمنيوم؛ حيث أنها لاتزال ذات تكلفة أقل من سبائك النيكل - تيتانيوم.

## التطبيقات
كما ذكر سلفا، تتمتع السبائك المتذكرة للشكل بخصائص فريدة لا تتوافر في كثير من السبائك الأخرى التي جرت العادة على إستخدامها في التطبيقات الهندسية المختلفة؛ مما يعطي فرصة في تقديم منتجات جديدة ومبتكرة تعتمد أساسا على تلك الخصائص.

### المحركات
تستخدم السبائك المتذكرة للشكل في التطبيقات الترددية (أي أنها في حالة دائمة من التوقف والعمل) مثل صمامات دائرة التبريد، وأنظمة كشف الحرائق، وأجهزة التثبيت. وعلى سبيل المثال تتواجد تلك التطبيقات الترددية باحجام صغيرة جدا كالمحركات الضئيلة وهي أجهزة تدار كهربيا.
توفر السبائك المتذكرة للشكل عديدا من المميزات كالأمان، والقابلية للضغط، كما توفر أيضا ظروف متميزة عند العمل كالنظافة، والهدوء، والخلو من الشرارة، كما يمكنها العمل في ظروف انعدام الجاذبية. ومن مميزاتها أيضا أنه يمكن الحصول على نسبة عالية بين القدرة والوزن، أو القدرة، والحجم. وعلى الرغم من ذلك يجب الوضع في الاعتبار بعض عيوب المحركات المصنوعة من السبائك المتزكرة للشكل أن كفائة طاقتها منخفضة، عرضها الموجي محدود بسبب قيود التسخين والتبريد.

### المواد التكيفية والمركبات المهجنة (المواد الذكية)
من التطبيقات الهامة والمؤثرة هي الأجنحة الذكية المستغلة في الطائرات؛ حيث يجب أن يتكيف شكل الجناح مع البيئة المحيطة معتمدا على عديد من الظروف المحيطة كسرعة الطائرة، وسرعة الرياح، والضغط الجوي.

### الطبوالميكانيكا الحيوية
للسبائك المتذكرة للشكل تطبيقات عديدة في المجال الطبي كالدعامات وتقويم الأسنان والسلك الطبي الموجه. السلك الطبي الموجه هو عبارة عن سلك معدني طويل ونحيل يمر إلى جسم الإنسان عن طريق الفتحات الطبيعية؛ أو عن طريق جرح بسيط، ويستخدم كدليل آمن لتوصيل العديد من الأدوات العلاجية والتشخيصية، ويساعد استخدام السبائك ذات خاصية المرونة الفائقة على تقليل التعقيدات والتشابكات التي قد تحدث للسلك الموجه؛ حيث تحدث في بعض الحالات عقد دائمة يصعب التخلص منها بدون التدخل الجراحي.
أما عن الدعامات فهي كلمة تقنية تعبر عن أجسام دقيقة تتمدد ذاتيا، والتي يبحث حاليا في إمكانية إستخدامها في معالجة انسداد الأوردة. وتكون الدعامة في وضعها الابتدائي على شكل مطول للحصول على مقطع صغير مما يسهل وصولها بأمان، وبعد تحريرها من الأجهزة التي تستخدم لإيصالها إلى المكان المرغوب فيه، تتمدد الدعامة ذاتيا لضعف قطرها المضغوط بدون أي تدخل، مؤثرة بقوة قطرية طفيفة شبه ثابتة على جدار الوعاء الدموي.
و بالنسبة لتقويم الأسنان فيتم تحريك الأسنان عن طريق إعادة صياغة العظام الناجم عن القوى المؤثرة على الأسنان. وتنتج تلك القوى عن تقويم الأسنان الذي يتشكل بمرونة، سامحا بإطلاق الطاقة المخزنة بداخله إلى الأسنان على مدار فترة من الزمن .

### التطبيقات في مجال صناعة الفضاء
للسبائك المتذكرة للشكل العديد من التطبيقات في مجال صناعة الفضاء، فمنذ إستخدامها في صناعة نظام الأنابيب الهيدروليكية في طائرة إف-14 توم كات عام 1971 بدأ المصممون في دراسة كيفية إستخدامها في حل مشاكل صناعة الفضاء.

#### المركبات ذات الأجنحة الثابتة
يعد أهم وأشهر مشروعين للأجنحة الثابتة هما برنامج الجناح الذكي، والمركبة الذكية ذات نظام الدفع الملاحي. كان هدف برنامج الجناح الذكي تطوير وعرض المواد النشطة متضمنا بذلك السبائك المتذكرة للشكل؛ من أجل تحسين أداء الأجسام الرافعة.

و انقسم البرنامج إلى جزئين وكان أولهما الأكثر اهتماما بالسبائك المتذكرة للشكل حيث تم إستخدامها في الأسلاك (الأوتار) المستخدمة في تشغيل المؤخرة الغير مثبتة. كما تم إستخدامها أيضا في أنبوب العزم الذي يستخدم في التواء أجنحة الطائرة F-18 وفي كل من هذه التطبيقات تستغل خاصية تذكر الشكل لتوفير القدرة على الإدارة (التشغيل)عن طريق استرداد الشكل الذي يحدث عند حدوث إجهادات.

و تعتبر حالة الإجهادات في ظروف التشغيل غير ثابتة، فهي دالة في رد الفعل المرن للهيكل المشغل (العامل) كما في حالة الجناح. ووجد أنه لا يمكن للسبائك المتذكرة للشكل توفير القوة اللازمة في أنبوب العزم لتشغيل جناح طائرة على المقياس العملي. ولكن مع التطور وتحسين السبائك يمكن إستخدامها حاليا في الحصول على مكونات كبيرة الحجم من أجل تشغيل أفضل.

#### التطبيقات في مركبات الفضاء
دائما ما تبحث تطبيقات الفضاء عن حلول لمشاكل الإطلاق والتشغيل وخمد الاهتزازات سواء عند إطلاق المركبة الفضائية أو التشغيل اللاحق للإطلاق حيث الجاذبية شبه منعدمة وبيئة بلا غلاف جوي؛ حيث تتعرض الهياكل العاملة في المركبة لقوى جاذبية منخفضة، التي تقلل القدرة التشغيلية المطلوبة، كما يمكن أن يصبح انتقال الحرارة مشكلة بسبب الفقر لوسط موصل.

و يعد أهم إستخدامات للسبائك المتذكرة للشكل هو حل مشاكل الإطلاق ذو الصدمة المنخفضة، وتعد تلك الظاهرة مشهورة في عالم تصميم سفن الفضاء، فحتى عام 1984 14% من المهمات الفضائية واجهت أنواع من المشاكل بسبب الصدمات؛ مؤديا إلى إلغاء حوالي نصف تلك المهام.

و تستخدم السبائك المتذكرة للشكل أيضا في الكثير من أجزاء المركبات حيث تستخدم في الخلايا المجمعة للطاقة الشمسية فتتغير شكلها من أجل تحسين الأداء وأيضا في توجه الأجنحة الشمسية.

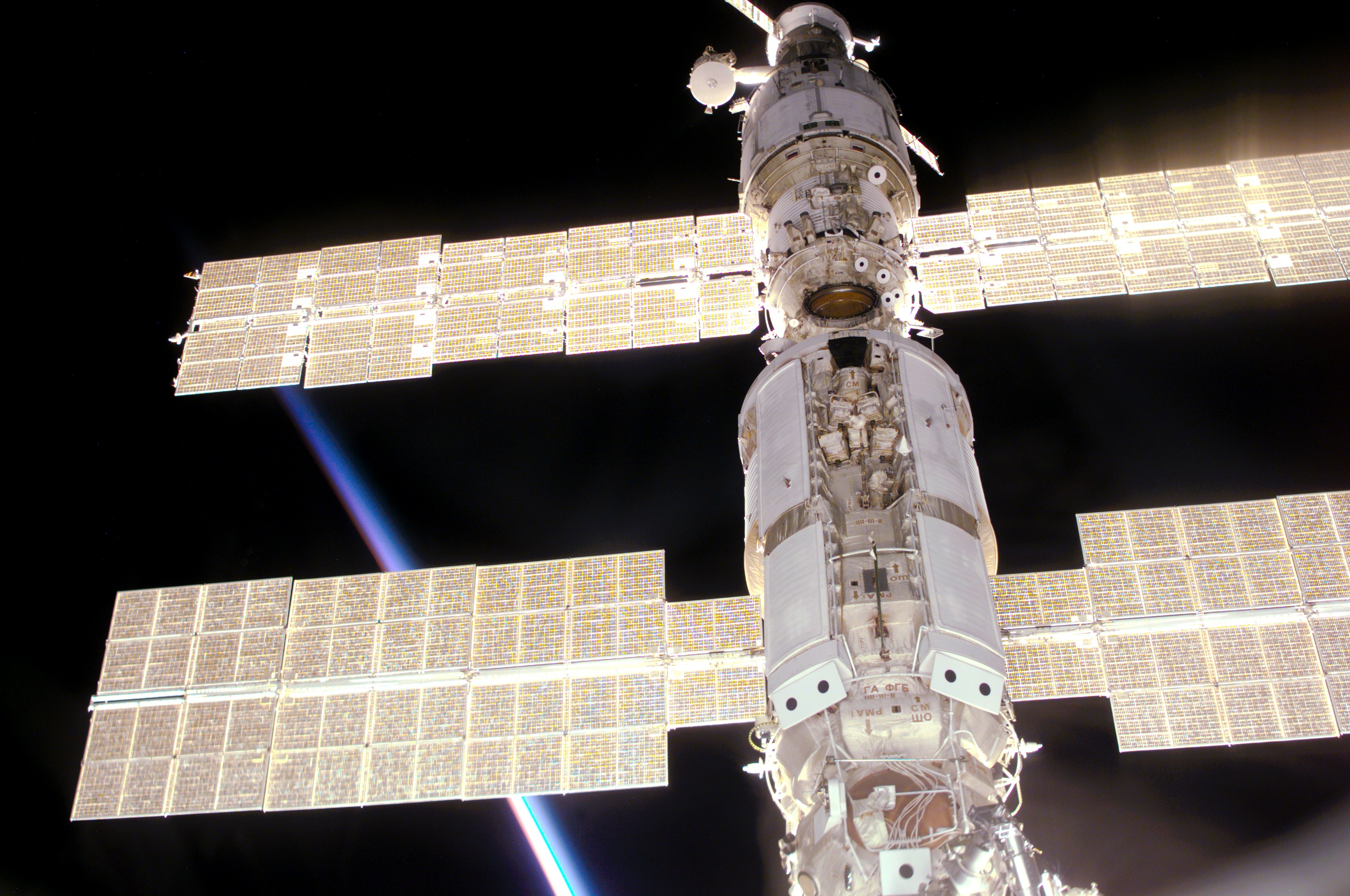

### التطبيقات المعتمدة على الاهتزازات في السبائك المتذكرة للشكل
قام أحد مصنعي الزلاجات الجليدية بتجريب زلاجات تحتوي على شرائط مصفحة مصنعة من سبيكة النحاس - زنك - ألمنيوم، حيث تتميز تلك الشرائط بدرجات تحول إلى المارتنزيت أعلى بقليل من الصفر المئوي، فعندما تلامس تلك الشرائط الثلج تتحول من حالة الأوستنيت إلى المارتنزيت، وبهذه الطريقة يتم خمد الاهتزازات مما يعطي الزلاجات ثباتا أفضل وأداء أكثر تميزا.
و قد أثبتت التجارب والأبحاث الحديثة إمكانية استخدام مثل هذه المواد الذكية في أجهزة مبتكرة في الهياكل الهندسية المعمارية كالمباني، والكباري؛ حتى تقاوم الاهتزازات الناجمة عن الزلازل. فيعد استخدام أنظمة التقوية الذكية للهياكل الإطارية واستخدام الكابلات المقواة أحد أهم التطبيقات الإنشائية.

===تطبيقات السبائك المتذكرة في علم هندسة الزلازل 

### السلوك الميكانيكي لعناصر السبائك المتذكرة للشكل
للتعرف على السلوك الميكانيكي للسبائك المتذكرة للشكل يجب أولا توضح بعض المفاهيم الاساسية المتداولة في علم هندسة الزلازل.
- فقدان الطاقة في الدورة الوحدة: وهو متوسط مساحة الحلقات الزلزالية التي لها نفس السعة.
- فقدان الطاقة لوحدة الوزن: وهي تساوي حاصل قسمة الطاقة المفقودة في الدورة الواحدة على وزن العينة، وتعبر عن مادة تأثير العينة في صورة القدرة على تبديد الطاقة.
- أقصى طاقة وضع لمادة لزجة ومرنة وخمد ضئيل للاهتزازات وتساوي U=1/2 ϵmax σ max حيث أن ϵmax هي أقصى انفعال σmax هي أقصى إجهاد، أما بلنسبة للمواد الغير خطية تعطي طاقة الوضع القصوى بقيمة أدق تساوي U=W-1/2∆W ، حيث أن W هو أقصى طاقة انفعال عند ϵmax هي الطاقة المتبددة حتى هذه النقطة
- معامل الخسارة ويعرف على أنه العلاقة (η=(1/2π)(2∆W/U وتم تأكيد الثابت في المقام عن طريق الحقيقة التي تؤكد أن مجموع الطاقة المتبددة في الأحمال الدورية تساوي ضعف الطاقة المتبددة في أحمال الشد فقط.
- الصلابة القاطعة، وتحسب من المعادلة (Ks=(Fmax-Fmin)/(δmax-δmin حيث أن Fmax وFmin هما والقوتان المطلوبتان للوصول إلى الازاحات الدورية δmax وδmin
- الزوجة المكافئة وتمثل تأثير المدى في خمد الاهتزازات. ويتم حسابها من المعادلة (ξeq=WD(2πKsδ2 حيث أن WD هي الطاقة المفقودة للدورة الواحدة وδ هي أقصى إزاحة دورية.

قام العديد من العلماء بدراسة السلوك الميكانيكي لعناصر السبائك المتذكرة للشكل بهدف توقع ومعرفة رد فعل تلك العناصر تحت ظروف مختلفة الأعمال، ويلى ذكر بعض من تلك الدراسات.

قام العلمان ليم ومكدويل بالعديد من التجارب والاختبارات لتحليل تبعية المسار للسبائك المتذكرة للشكل أثناء التعرض للأعمال الدورية. وقد تم إجراء تلك التجارب على سلك قطره 2.54mm. وكان أكثر تركيزهم على رد فعل السبائك لأحمال الشد الدورية أحادية المحور وأحمال الشد والضغط الدورية أحادية المحور، وكان أهم ما توصلا إليه هو:
1. في حالة التحميل الدوري بأقصى انفعال متوقع، يقل الإجهاد الحرج الذي يبدأ عنده التحول إلى المارتنزيت، ويزيد معدل التصلد الانفعالي، ويتراكم الانفعال المتبقي وتقل قوة الاهتزاز (الزلزال).
2. الإجهاد الذي يحدث عنده التحول من الأوستنيت إلى المارتنزيت أو العكس يعتمد على مستوى الانفعال السابق لآخر خطوة من عملية إزالة الحمل، ويرجع هذا السلوك إلى تكوين وتوزيع المارتنزيت والأوستنيت الذي ينشأ خلال التحول.
3. حاول العالم مورونى استخدام السبائك المتذكرة للشكل النحاسية الأساس كمنفذ للطاقة للهياكل الهندسية الإنشائية، وكانت الفكرة الأساسية هي تصميم عمود وصل جديد اعتمادا على السبائك المتذكرة للشكل. وقام ببعض اختبارات الأحمال الدورية من الشد والضغط على قطر 5mm و7 mm ولكل منهم طريقة تصنيع مختلفة (الدرفلة أو البثق).

أجريت التجارب للتحكم في كلا من الإجهاد والانفعال عند ترددات متعددة من التحميل (من0.1 Hz إلى 2 Hz) وعلى أساس نتائج تلك التجارب وصل إلى بعض الاستنتاجات الأساسية:
1. سبيكة النحاس - زنك - ألمنيوم - نيكل في حالة المارتنزيت تبدد الطاقة عن طريق الإجهاد الدوري المتكررة مما قد يجعل لها دور في تطبيقات التخلص من طاقة الزلازل.
2. تعد خاصية خمد الاهتزازات دالة في سعة الانفعال وتميل إلى التوازن للانفعالات الكبيرة. ويعتبر للتردد من 0.1 Hz إلى 2 Hz تأثير بسيط على قيام الخمد.
3. طرق التصنيع المختلفة (كالدرفلة أو البثق) لا تؤثر في السلوك الميكانيكي للعمود.
4. الشقوق الملاحظة نتيجة عن إجهادات الشد والدخائل القصفة في تكوينها.

قام كلا من بيدبويف وجوفين بدراسة سلوك الخمد للأسلاك المصنعة من السبائك المتذكرة للشكل، فقد قاما بأكثر من مائة تجربة على سلك من سبيكة النيكل - تيتانيوم قطره (100μm) على ثلاث مستويات من السعة الاهتزازية وهي2%,3%,4% من الانفعال لأربع ترددات مختلفة و0.01 Hz و0.1 Hz و5 Hz و10 Hz ، وكان أهم ما توصلا إليه هو:
1. زيادة درجة الحرارة تؤدي إلى زيادة خطية في إجهادات التحول وقلب منحنيات الجهاد للأعلى.
2. يتواكب التردد مع سعة الاهتزاز وبالاخص عند التشكل بنسبة 2%، ويوجد مجرد تغيير طفيف في الطاقة المتبددة بالتغيير في التردد، بينما عند نسبة 4% يحدث التغيير الأقصى عند 0.1 Hz ، أما لقيم التردد الأعلى فتقل الطاقة المتبددة.
3. يقل معامل الخسارة بزيادة درجة الحرارة والذي لا يمت بصلة ولا يؤثر على الطاقة المفقودة.

قام ستراندل بدراسة الألواح الرفيعه من سبائك التيتانيوم-نيكل والنحاس-تيتانيوم في المرحلة التي تشمل زيادة في طاقات الحركة المتعددة تهدف بشكل رئيسى إلى تقيم سمات الإجهاد والانفعال الدورى للسبائك. وكذلك تم تخصيص اهتمام خاص لمدى استجابة العينات الميكانيكة الناتجة من تغير محتوى النيكل في السبيكة. وكان من النقاط المثيرة للاهتمام التي توصل اليها فريق البحث :
1. سبائك النحاس تيتانيوم نيكل الثلاثيه اقل عرضه للتحول للتشوه والتحولات الاجهادية من سبائك التيتانيوم نيكل الثنائية.
2. في كل من سبائك التيتانيوم-نيكل والنحاس-تيتانيوم-نيكل كلما زادت نسبة النيكل كلما انخفاض نمو معدل التشوه وزادت عدد الدورات.

رصد سلوك مرحلة زيادة طاقات الحركة المتعددة لاسلاك من التيتانيوم-نيكل قطرها 1.7 مم لاحتمالية استخدمها كنوع من القواعد في هياكل البناء. التحقيقات التجريبية تتكون من كل من اختبارات الشد المستمرة النابضة والساكنة.زيادة وقلة سعة الانفعال عند السرعة الخطية عند الاختبار تساوى 0.074% (ثانية)^-1 خلال كل التجارب. نتيجة للملاحظات قاموا بعمل التالى :
1. يلاحظ التباطؤ في حلقة الدوران ويظهر قدرا كبيرا من الطاقة الممتصة
2. الإجهاد الذي يبدا مرحلة التحول حساس للغاية لدرجات الحرارة المحيطة . لا تختلف كذلك درجة حرارة الأسلاك اثناء التحمبل الدورى نتيجة حرارتها الكامنة.
3. زيادة التشوه المتبقى وتبدد انقاص الطاقة لكل دورة يتناقص مع عدد دورات التحميل .
4. الارتفاع والانخفاض في درجة حرارة السلك خلال التحول إلى الامام أو إلى العكس لديهما تقريبا نفس الكثافة. خاصة في التحول إلى الامامي يكون طارد للحرارة والتحول العكسى يكون ماص للحرارة.

دراسة تاثير معدل الانفعال (ف) على خصائص المرونة على سلك مرن قطره 0.75 مم خلال اختبار للشد اجريت على معدلات انفعال تقع ما بين 1.67*10^-3 % (ثانية)^-1 إلى 1.67 % (ثانية)^-1 . ولكد أخذ التغير في درجة الحرارة في عين الاعتيار في مدى استجابة الخصائص الميكانيكية للاسلاك.والاعتبارات الرئيسية هي :
1. عندما تكون (ف) <1.67*10^-1 (ثانية)^-1 كلما كان (ف) أكبر يكون الإجهاد أكبر عندما يبدا التحول الامامى ويكون الإجهاد اقل عندما يبدا التحول العكسى.
2. لكل مستوى درجة حرارة يعتبر كلما كان (ف) كبير كلما كبر الانفعال المتبقى بعد التفريغ. أيضا كلما زادت درجة الحرارة كلما كبرالانفعال المتبقى.
3. كلما زادت عدد دورات التشوه كلما قل الإجهاد عند التحول الامامى أو العكسى عند حالات التغير المختلفة.وأيضا الانفعال الذي لايمكن استرداده الذي يتبقى بعد التفريغ يزداد
4. لكل مستوى درجة حرارة يعتبر كل تحول اجهادى تقريبا يكون ثابت لكل (ف)> 3.33*10^-2 % (ثانية)^-1 لكل 1.67*10^-1 % (ثانية)^-1 . عوضا عن المستوى الأعلى من الإجهاد يبدا التحول الامامى في الزيادة.
5. طاقة الانفعال تزداد بزيادة درجة الحرارة بينما تبدد العمل يعتمد قليلا على تغير درجة الحرارة . أيضا عند كل مستوى حرارة . يلاحظ ان الكميات لا تعتمد على معدل الانفعال لكل القيم ل (ف)> 3.33*10^-2 % (ثانية)^-1 . لقيم (ف)> 1.67*10^-1 % (ثانية)^-1 . العمل المتبدد يزداد وطاقة الانفعال تقل خطيا

اختبار المرونة لسلك قطره 0.5 من التيتانيوم نيكل لفهم خصائص التخميد. يتم دراسة تاثير التدوير بتفاصيل دقيقة عند ذبذبات ترددها (من 0 إلى 10 هرتز) ومستوى درجة حرارة (من 40 درجة سلزيوس تقريبا إلى 90 درجة سلزيوس) والتعويض عن انفعال ثابت (التشكل منذ بداية التشكل الدورى) وعلى اساس بيانات التجربة تم ملاحظة الاتى :
1. نحتاج كمية كبيرة من التدوير الميكانيكى للسلك (سلك من السبائك الذاكرة) للوصول إلى شكل حلقة التباطؤ المستقرة. كمية الانفعال المتبقى تعتمد على كل من درجة الحرارة وسعة الانفعال ولكنها لا تعنمد على تردد التدوير.
2. شكل حلقة التبلطؤ تختلف بشكل ملحوظ مع التردد. التحول العكسى من التودنيد إلى إلى الاوستينيت امثر تاثير من التحول الامامى.
3. تبدد الطاقة يعتمد على التردد ودرجة الحرارة وسعة الانفعال وازاحة الانفعال الثابت (الاختيار في نطاق 2.9 % إلى 4.7 %). تبدد الطاقة لوحدة الحجوم تقل في البداية إلى 1-2 هرتز ثم يقترب من الثابت عند مستوى 10 هرتز.سعة التبدد عند 6-10 % هرتز تكون تقريبا 50 % اقل من مثيلاتها عند الترددات المنخفضة جدا. علاوة على انها تقل كلما زادت درجة الحرارة فوق 50 درجة سلزيوس.
4. بتقليل ازاحة الانفعال الثابت تزداد الطاقة المتبددة لوحدة الحجوم.
5. الطاقة المتبددة لوحدة الحجوم للاسلاك الذاكرة تخضع للانفعالات التدويره عند سعة الانفعال المعتدلة (عند 1.5 %) تكون تقريبا 20 مرة أكبر اللدائن النمطية التي تخضع انفعال القص التدويرى.

اداء اختبارات تجربية متعددة على اسلاك وقضبان من التيتانيوم نيكل المرنة لتقيم امكانيتها في تصميم واعادة تهيئة تطبيقات مقاومة الزلازل. وبصفة خاصة قاموا بدراسة اثار التحميل الدورى على الانفعال المتبقى وتحول الإجهادات الامامية والعكسية وسعة الطاقة المتبددة. العينات المختلفة في اقطارها (1.8 – 7.1 – 12.7 – 25.4 مم) مع تكوين متماثل تقريبا يتكون بروتوكول التحميل من زيادة الانفعال الدورى من 0.5% - 1% إلى 5% بزيادات ب 1% متبعة ب اربع دورات عند 6%. يعتمد فريق البحث على سلسلتين من الاختبارات. الأول في حالة شبه ثابته اجريت عند تردد 0.025 هرتز. بينما الثانى تم اجرائه على ترددات 0.5 و1 هرتز لكى يتم تمثيل الاحمال الديناميكية. بعد تنفيذ تلك التجارب تم التواصل إلى الملاحظات الاتية:
1. خصائص المرونة (الزيادة في طاقة الحركة المتعددة) التي تم الحصول عليها في كل من الأسلاك والقضبان. يزداد الانفعال المتبقى عموما من متوسط 0.15 % إلى 3 % الانفعال من متوسط 0.65 % إلى انفعال متبوع ب 4 دورات عند 6 %. وبد انه لا يعتمد على كل من حجم المقطع أو معدل التحميل.
2. مدى ما يعادل قيم التخميد من 2 % للقضبان 12.7 مم إلى الحد الأقصى من 7.6 % للاسلاك 1.8 مم وفي اتفاقها مع القيم التي وجدت من قبل مؤلفين اخرين ((18)-(20)). وتظهر القضبان سعة تبدد اقل من الأسلاك.
3. قيمة الإجهاد عند بدا التحول الامامى عند اختبار القضبان اقل ب 30 % من قيمتها المقابلة في الأسلاك.